# Pietro Paolo Sabbatini
Pietro Paolo Sabbatino sau Pietro Paolo Sabbatini (n. 1598, Roma, Statele Papale – d. 24 noiembrie 1660, Roma, Statele Papale) a fost un compozitor italian de muzică cultă, dirijor de orchestră și muzician, care s-a născut și a murit în Roma, și a lucrat în principal în orașul său de origine.
Sabbatino a compus în majoritate compoziții în stilul cântecelor populare ale timpului său, cum ar fi villanellas, capricii, canzones și anzonettas. Sabbatini a compus, de asemenea, lucrări de muzică religioasă, așa cum ar fi psalmi.
Cea mai cunoscută lucrare a sa este "Canzoni Spirituali un Una, a Due et a Tre Voci" (Cântece spirituale la una, două și trei voci), publicată în 1640. A scris un manual despre muzica religioasă, intitulat "Toni Ecclesiastici Colecționați Intonazioni all'Uso Romano "(1650).
Din 1628 până în 1630, Sabbatini a fost regent și regizor muzical al Romei, iar între 1630 și 1631 al Bisericii din San Luigi dei Francesi, la Roma.

## Lucrări, ediții și înregistrări
- Intermezzi Spirituali, 1628
- Canzoni Spirituali a 1, a 2 et a 3 Voci, 1640

Înregistrări
- Intermezzi Spirituali No.3 - Ensemble Jacques Moderne, dir. Joël Suhubiette on Carissimi Jonas. Ligia Digital 2003